# Підстава (фільм, 2011)
«Підстава» (англ. Setup) — американський фільм-пограбування з 50 Cent (Кертіс Джексоном), Брюсом Віллісом та Раяном Філліппом у головних ролях. Стрічку видали в США відразу на DVD та Blu-Ray 20 вересня 2011.
Зйомки розпочались у листопаді 2010 в Ґренд-Репідс, штат Мічиган. Це перша стрічка у рамцях контракту Cheetah Vision розміром у $200 млн на виробництво 10 фільмів. Дистриб'ютори на території США й Канади: Grindstone Entertainment Group, Lionsgate.

## Сюжет
У Детройті три друга, Сонні (50 Cent), Дейв (Бретт Ґренстефф) і Вінсент (Раян Філліпп), детально планують пограбування. Вінсент зраджує й стріляє в них, Дейв помирає на місці. Сонні виживає й вирішує співпрацювати з найнебезпечнішим кримінальним босом міста (Брюс Вілліс), щоб отримати гроші з пограбування та помститися за друга.

## У ролях
- 50 Cent — Сонні
- Брюс Вілліс — Джек Біґґз[3]
- Раян Філліпп — Вінсент
- Дженна Деван — Mia
- Ренді Кутюр — Піті
- Джеймс Ремар — Вільям
- Бретт Ґренстефф — Дейв
- Вілл Юн Лі — Джої
- Шон Тоуб — Рот
- С'юзі Абромейт — Валері
- Джей Карнс — Рассел
- Ембер Чилдерс — офіціантка Гейлі